# Eucalyptus marginata
Eucalyptus marginata é uma espécie de Eucalyptus (eucaliptos) de grande porte comum no sudoeste da Austrália Ocidental, de onde é endêmica. A espécie, mas em particular a sua madeira, é conhecida pelo nome comum de jarrah (ou djarraly nas línguas Noongar). A espécie caracteriza-se por um ritidoma (casca) áspero e fibroso, folhas com uma nervura central muito distinta, flores brancas e frutos relativamente grandes e mais ou menos esféricos. A sua madeira é dura e densa, resistente ao ataque por insectos, embora a árvore seja susceptível à infestação por Phytophthora cinnamomi. A madeira foi utilizada para marcenaria, pavimentos e para a produção de travessas para ferrovias.